# Lucy Bronze
Lucia Roberta Tough Bronze (ur. 28 października 1991 w Berwick-upon-Tweed) – angielska piłkarka, reprezentantka Anglii w piłce nożnej, zawodniczka klubu Chelsea, grająca na pozycji obrońcy. Wraz z reprezentacją Anglii została wicemistrzynią świata z 2023, brązową medalistka z 2015 oraz mistrzynią Europy z 2022.

## Osiągnięcia

### Klubowe
Sunderland
- Mistrzostwo drugiej ligi angielskiej: 2008/09

Liverpool
- Mistrzostwo Anglii: 2013, 2014

Manchester City
- Mistrzostwo Anglii: 2016
- Puchar Anglii: 2016/17, 2019/20
- Puchar ligi angielskiej: 2016, 2021/22

Olympique Lyon
- Mistrzostwo Francji: 2017/18, 2018/19, 2019/20
- Puchar Francji: 2019, 2020
- Superpuchar Francji: 2019
- Liga Mistrzyń UEFA: 2017/18, 2018/19, 2019/20

FC Barcelona
- Mistrzostwo Hiszpanii: 2022/23, 2023/24
- Puchar Królowej: 2023/24
- Superpuchar Hiszpanii: 2022/23, 2023/24
- Liga Mistrzyń UEFA: 2022/23, 2023/24

Chelsea
- Puchar ligi angielskiej: 2024/25

### Reprezentacyjne
- Wicemistrzyni świata: 2023
- 3 miejsce na Mistrzostwach świata: 2015
- Mistrzyni Europy: 2022
- Women's Finalissima: 2023
- SheBelieves Cup: 2019
- Mistrzyni Europy U-19: 2009
- Wicemistrzyni Europy U-19: 2010

### Indywidualne
- Piłkarka roku w Anglii (PFA): 2013/14, 2016/17
- Drużyna gwiazd Mistrzostwa świata: 2015
- Drużyna roku według FIFPro: 2017, 2019
- Najlepsza piłkarka roku według BBC: 2018
- Srebrna Piłka Mistrzostwa świata: 2019
- Najlepsza piłkarka roku według UEFA: 2018/19
- Drużyna roku według IFFHS: 2017, 2018, 2019
- 3. miejsce w plebiscycie na najlepszą piłkarkę roku według FIFA: 2019
- 2. miejsce w plebiscycie Złota Piłka France Football: 2019